# تپه برت عباس‌آباد
تپه برت عباس‌آباد مربوط به دوره اشکانیان است و در شهرستان دره‌شهر، بخش مرکزی، دهستان زرین دشت، ۱/۵ کیلومتری شمال شرق روستای عباس‌آباد واقع شده و این اثر در تاریخ ۳۰ بهمن ۱۳۸۶ با شمارهٔ ثبت ۲۱۰۲۰ به‌عنوان یکی از آثار ملی ایران به ثبت رسیده است.